# Головины
Головины́, несколько десятков родов, из которых более 20 дворянских (один графский, 6 столбовых и около 20 выслуженных после Петра I).
Наиболее известный род — отрасль рода Ховриных в XVI веке, из московских бояр. Именно одна из ветвей этого рода позже стала графской (графы Римской империи). Этот род внесён в Бархатную книгу. При подаче документов в Палату родословных дел (17 марта 1682), для внесения рода в Бархатную книгу, была предоставлена родословная роспись этого рода Головиных, греко-крымского происхождения, в котором в XV—XVI веках передавалась почти по наследству должность казначея Московского государства. В допетровское время — одни из крупнейших землевладельцев России. На землях одного из Ховриных был построен Симонов монастырь, в честь его и названный. Однородцами для этого рода являются Кафтыревы, Третьяковы и Ховрины. Этот род пошёл согласно росписи от Степана Васильевича Ховры и был занесён в VI часть родословной книги Московской, Рязанской, Полтавской губерний. Этот род обладает гербом (Общий Гербовник, V, 32). У графской ветви этого рода был свой герб (Общий Гербовник, V, 31). Остальные роды Головиных гербами не обладают.
Другой столбовой род ещё древнее, XV века, происходит от Михаила и Григория Головиных, упомянутых в 1445 году.
Ещё один столбовой род пошёл от Кирея Суворова, испомещенного во второй половине XVI века, и был внесён в VI часть родословной книги Курской, Орловской, Тверской и Херсонской губерний.
Четвёртый столбовой род пошёл от Петра Ивановича Головина, сыновья которого Елизар и Игнатий были пожалованы поместьями в 1622 году.
Пятый столбовой род был рязанский, пошёл от Фёдора Ивановича Головина, испомещенного 31 декабря 1635 года, и был внесён в VI часть родословной книги Рязанской губернии.
Шестой столбовой род пошёл от Гавриила Алексеевича Головина, жалованного поместьями в 1667 году, и был внесён в VI часть родословной книги Московской, Новгородской, Санкт-Петербургской, Тверской и Ярославской губерний.
Опричниками Ивана Грозного числились: Григорий, Андрей Меньшой и Якуш Головины (1573), к какому или каким родам относились — неясно.

## Происхождение и история наиболее известного рода Головиных
Боярский род Ховриных берёт своё начало от византийского рода Гаврасов, при Комниных управлявшего Трапезундом, но впоследствии осевшего в княжестве Феодоро. Эта младшая ветвь якобы владела, в частности, городом Судак в Крыму с окрестными селениями Мангупом и Балаклавой. Если верить росписи рода, один из младших представителей этого греческого рода, князь Степан Васильевич Ховра выехал из Крыма в Москву (1393), но ни он, ни его потомки князьями не писались.
Один из его правнуков (IV колено), Иван Владимирович Ховрин, по прозванию Голова, был женат на княжне Анне Даниловне Холмской. Они и являются родоначальниками наиболее известного рода Головиных. Их сын и потомки писались Головиными, входившими во все три первые века московского государства в высшую аристократию.
В XV и XVI веках почти наследственно Головины были царскими казначеями. В XVI и XVII веках из них было 6 бояр и 8 окольничих. При Иване IV Грозном семья попала в опалу (1565). Впоследствии Головины возвратились ко двору, но до Петра Великого не достигали на службе особенных высот.
На 1699 год семнадцать Головиных владели населёнными имениями.

## Графская ветвь Головиных
Грамотой римского императора Леопольда I, от 5 (16) ноября 1701 года, фельдмаршал, генерал-адмирал, Фёдор Алексеевич Головин, правая рука Петра I, первых среди русских был возведён, с нисходящим его потомством, в графское Римской империи достоинство. 
- Граф Фёдор Алексеевич Головин (1650—1706), боярин, генерал-адмирал, глава Посольского приказа, первый кавалер ордена св. Андрея Первозванного
  - Граф Иван Фёдорович (1682—1708), женат на грф. Анне Борисовне Шереметевой; от них происходит новгородская ветвь графов Головиных (родовая усадьба Ивановское)
    - Грф. Мария Ивановна, жена кн. В. А. Репнина
    - Граф Пётр Иванович (1702-56), генерал-майор; женат на кнж. Софье Михайловне Голицыной
      - Граф Антон Петрович (1742—1802), владелец московской усадьбы в Большом Афанасьевском переулке, женат на Прасковье, дочери А. П. Сумарокова
        - Грф. Прасковья Антоновна, жена М. П. Юрьева

    - Граф Фёдор Иванович (1704-58), генерал-поручик; женат на грф. Наталье Павловне Ягужинской
      - Граф Сергей Фёдорович (1738-86), женат на грф. Клеопатре Платоновне Мусиной-Пушкиной
        - Граф Фёдор Сергеевич, генерал-майор, шеф Казанского кирасирского полка (1800-05)
        - Граф Иван Сергеевич (1776—1821), полковник; женат на Анастасии Ивановне Воронцовой
          - Грф. Клеопатра Ивановна, жена А. В. Семевского; их сын Василий указан в качестве редактора на первых выпусках «Русской старины»
          - Грф. Наталья Ивановна, в замужестве Лутовинова, наследница деревень Окатово и Фарафоново

        - Грф. Елизавета Сергеевна, жена кн. М. А. Шаховского; у них дочь Прасковья

      - Граф Алексей Фёдорович
        - Граф Илья Алексеевич
          - Граф Иван Ильич
            - Граф Иван Иванович (1805-1870), женат на Анне Владимировне Павловой
              - Граф Илья Иванович, женат на Ольге Александровне Волковой
                - Граф Борис Ильич
                - Граф Илья Ильич, расстрелян большевиками после Октябрьской революции 1917 года
                  - Граф Илья Ильич младший

                - Граф Николай Ильич, погиб в рядах Добровольческой армии в годы Гражданской войны в России
                - Граф Анатолий Ильич, с женой эмигрировал в Италию, имел дочь
                - Граф Александр Ильич
                - Грф. Анастасия Ильинична, жена Николая Дмитриевича Силина, в браке были дети
                - Грф. Валерия Ильинична
                - Грф. Нина Ильинична, имела дочь
                - Грф. Ольга Ильинична, жена Сергея Павловича Горского, в браке были дети
                - Грф. Мария Ильинична

              - Граф Владимир Иванович
              - Граф Александр Иванович
              - Граф Иван Иванович
              - Грф. Любовь Ивановна
              - Грф. София Ивановна
              - Грф. Елизавета Ивановна
              - Грф. Ольга Ивановна
              - Грф. Мария Ивановна

            - Граф Илья Иванович
            - Граф Пётр Иванович
            - Граф Василий Иванович

      - Граф Никита Фёдорович (1739-64), подполковник
      - Грф. Анна Фёдоровна, жена кн. А. В. Хованского; у них сын Григорий
      - Грф. Анастасия Фёдоровна, жена Н. Г. Салтыкова (1-й брак) и С. Н. Салтыкова (2-й брак)
      - Грф. Прасковья Фёдоровна, жена А. Г. Петрово-Соловово, троюродного брата Петра III
      - Грф. Варвара Фёдоровна, жена С. С. Колычёва; у них сын Степан

  - Граф Александр Фёдорович (1694—1731), капитан-лейтенант флота; женат на бар. Н. П. Шафировой (1-й брак) и на А. П. Татищевой (2-й брак); от него происходит нижегородская ветвь графов Головиных (родовая усадьба Воротынец)
    - Граф Николай Александрович, тайный советник; женат на Анастасии Степановне Лопухиной
      - Граф Николай Николаевич (1756—1821), обер-шенк; женат на кнж. Варваре Николаевне Голицыной
        - Грф. Прасковья Николаевна, жена гр. Яна Максимилиана Фредро
        - Грф. Елизавета Николаевна, жена гр. Л. С. Потоцкого

      - Грф. Анастасия Николаевна, жена д. т. с. А. Ю. Нелединского-Мелецкого; её внебрачные дети носили фамилию Кагульских
      - Грф. Наталья Николаевна, жена кн. Я. А. Голицына

    - Грф. Мария Александровна, жена кн. А. А. Прозоровского

  - Граф Николай Фёдорович (1695—1745), адмирал, президент Адмиралтейств-коллегии, конференц-министр, владелец подмосковного села Ховрино; женат на Софье Никитичне Пушкиной
    - Пётр-Густав (1728—1809), генерал-майор датской армии, внебрачный сын Ник. Фёд. Головина
    - Грф. Наталья (1724-67), жена генерал-фельдмаршала Петра Августа Фридриха Гольштейн-Бекского; у них дочь Екатерина

  - Грф. Прасковья Фёдоровна, жена кн. С. Б. Голицына; их внуком был известный С. Ф. Голицын

П. Н. Петров в «Истории родов русского дворянства» ошибочно сообщает, будто графская ветвь угасла в XIX веке. Однако Д. Швеннике в генеалогическом исследовании «Europäische Stammtafeln. Stammtafeln zur Geschichte der europäischen Staaten» указывает на наличие сына Алексея у графа Фёдора Ивановича, от которого происходит мужское потомство . Подробные сведения об этой ветви вплоть до начала XX века имеются в РГИА. Информация же после первой половины XX века о дальнейших мужских представителях этой ветви отсутствует.

## Геральдика
Как и во многих дворянских семьях, существовало несколько версий герба Головиных. Различные ветви семьи и отдельные её представители могли к тому же модифицировать свой герб сообразно своим вкусам (без официального занесения этих гербов в «Российский Гербовник»). Первоначальный, «базовый» герб Головиных включает в себя четыре поля, согласно описанию ниже. Для графской ветви Головиных был разработан более полный герб, с графской короной и различными новыми элементами, включающими и морскую атрибутику, по очевидным причинам. Дворянский герб держат два льва, а у графского герба щитодержцы — лев и соболь.
Дворянский герб

Герб дворян Головиных

Приведён на стр. 32 тома 5 «Российского гербовника»:

«Щит разделен на четыре части, из коих в первой в голубом поле изображен серебряный центавр с парусом от левой к правой руке развевающимся; во второй части в красном поле поставлен золотой коронованный лев с саблею вверх поднятою; в третьей в красном же поле золотой крест; в четвертой части в голубом поле серебряный полумесяц рогами с правой стороны обращенный».

Графский герб
Герб графов Головиных внесён в Высочайше утверждённую, 23 июня (5 июля) 1801 года, V часть Общего Гербовника российских дворянских родов с показанием, что им принадлежит титул графов Римской империи. Приведён на стр. 31 тома 5 «Российского гербовника»:

«В щите, разделённом на четыре части, посредине горизонтально изображена серебряная полоса и щиток, имеющий золотое и красное поля, в котором находится двуглавый коронованный орёл, переменяющий вид свой на золоте в чёрный цвет, а на краске в серебро; на поверхности сего щитка на серебряной же полосе перпендикулярно означенной наложена корона. В верхней половине щита — в правом голубом поле серебряный центавр с парусом, от левой к правой руке развевающимся; в левом красном поле поставлен золотой коронованный лев с саблею. В нижней половине щита в правом красном поле золотой крест; в левом голубом поле серебряный полумесяц, рогами обращённый в правую сторону; а посреди сих полей представляется вид серебряной пирамиды с положенными на оной крестообразно двумя якорями и над ними звезда. Щит, покрытый графскою короною с двумя по сторонам шлемами, увенчанными дворянскою короною, имеет между сих шлемов серебряный полумесяц, рогами обращённый вверх, на коем видны крестообразно проходящие сквозь графскую корону два корабельные флага, имеющие полосы красного, белого, голубого, золотого и черного цветов и два вымпела с золотыми головками, из коих правый — голубой, а левый — красный. Щит держит коронованные лев с мечом и соболь со стрелою. Намёт на щите голубого и красного цвета, подложенный серебром и золотом».

Девиз Головиных
«И советом, и мужеством» (лат. «ET CONSILIO ET ROBORE»), создан, видимо, для первого графа Головина. Серебряная медаль с его портретом, отчеканенная по приказу Петра I, носит этот девиз.

## Известные представители
- Головин, Автоном Михайлович (1667—1720), полковник, затем генерал от инфантерии.
- Головин, Александр Иванович (?—1766) —  командир галерного флота, адмирал.
- Головин, Алексей Петрович (?—1690) — боярин, воевода Синбирска, Астрахани и Тобольска.
- Головин, Василий Петрович (?—1612), стольник (с 1577) и воевода, казначей (1605), окольничий (1605/06).
- Головин, Евгений Александрович (1782—1858) — генерал от инфантерии, генерал-адъютант.
- Головин, Иван Михайлович (1680—1737) — адмирал, сподвижник Петра I.
- Головин, Иван Петрович Большой (?—1612), стряпчий с платьем, затем окольничий и воевода.
- Головин, Михаил Петрович Меньшой (?—1565) — окольничий и воевода.
- Головин, Михаил Петрович (?—1689) — стольник и воевода, затем боярин.
- Головин, Николай Николаевич (1875—1944) — русский генерал, военный теоретик.
- Головин, Пётр Иванович — казначей, окольничий.
- Головин, Пётр Петрович:[править]  -  Головин, Пётр Петрович (ум. 1565) — окольничий, воевода в царствование Ивана Грозного.
  -  Головин, Пётр Петрович (Меньшой) (ум. 1627) — голова, воевода, боярин.
  -  Головин, Пётр Петрович (ум. 1654) — стольник, окольничий, первый якутский воевода.
  -  Головин, Пётр Петрович (род. 1947) — советский и российский педагог.
- Головин, Семён Васильевич (ум. 1634) — воевода и боярин, сподвижник князя Михаила Васильевича Скопина-Шуйского.
- Головин, Фёдор Александрович (1867—1937) — председатель II Государственной Думы.
- Головин, Фёдор Алексеевич (ум. 1706) — дипломат, сподвижник Петра I, первый русский генерал-фельдмаршал, генерал-адмирал и кавалер ордена Андрея Первозванного.
- Головин, Фёдор Васильевич (ум. 1625), окольничий и полковой воевода во время Смутного времени.
- Головина, Мария Евгеньевна (1887—1972) — дочь камергера Е. С. Головина, секретарь Распутина.